# Pierre Debusschere
Pierre Debusschere is een Belgisch fotograaf die internationaal doorbrak.

## Biografie
Debusschere begon zijn carrière in 2008 bij Dazed & Confused om kort daarna te werken met Nicola Formichetti. In 2013 trok de korte film I know simply that the sky will last longer than I op het internationale fotografie- en modefestival in Hyères internationaal belangstelling.
Debusschere werkte voor Raf Somons, Y3, Hugo Boss, Dior Homme en Louis Vuitton.

## Oeuvre (selectie)
- 2012 - campagnes van Raf Simons
- 2013 - I know simply that the sky will last longer than I, korte film
- 2013 - video's Mine en Ghost voor Beyoncé[4]
- 2014 - campagne Muntschouwburg
- 2020 - Black is king met Beyoncé[5]

## Erkentelijkheden
- 2018 - tentoonstelling in MAD Brussel[6]
- 2019 - Belgian Fashion Awards Professional of the Year